# Юхъягун
Юхъягун — река в России, протекает по территории Пуровского района Ямало-Ненецкого автономного округа. Начинается в болотах к востоку от озера Аслор. Течёт в северо-восточном направлении среди тайги, в верховьях — кедрово-сосновой, в среднем течении — лиственнично-берёзовой, в низовьях — сосново-берёзовой. Устье реки находится в 66 км по левому берегу реки Ечтыпур. Длина реки составляет 14 км.

## Данные водного реестра
По данным государственного водного реестра России относится к Нижнеобскому бассейновому округу, водохозяйственный участок реки — Пур, речной подбассейн реки — подбассейн отсутствует. Речной бассейн реки — Пур.
По данным геоинформационной системы водохозяйственного районирования территории РФ, подготовленной Федеральным агентством водных ресурсов:
- Код водного объекта в государственном водном реестре — 15040000112115300054991
- Код по гидрологической изученности (ГИ) — 115305499
- Код бассейна — 15.04.00.001
- Номер тома по ГИ — 15
- Выпуск по ГИ — 3